# ألبين كولينز
ألبين كولينز (بالإنجليزية: Albin Collins)‏ هو لاعب كرة قدم أمريكية أمريكي، ولد في 27 سبتمبر 1927 في باتون روج في الولايات المتحدة، وتوفي في 9 أبريل 2006 في هيوستن في الولايات المتحدة.